# Juniperusquelle
Koordinaten: 47° 56′ 31,9″ N, 8° 30′ 8,6″ O
Die Juniperusquelle ist eine Karstquelle in Donaueschingen in Baden-Württemberg.

## Beschreibung

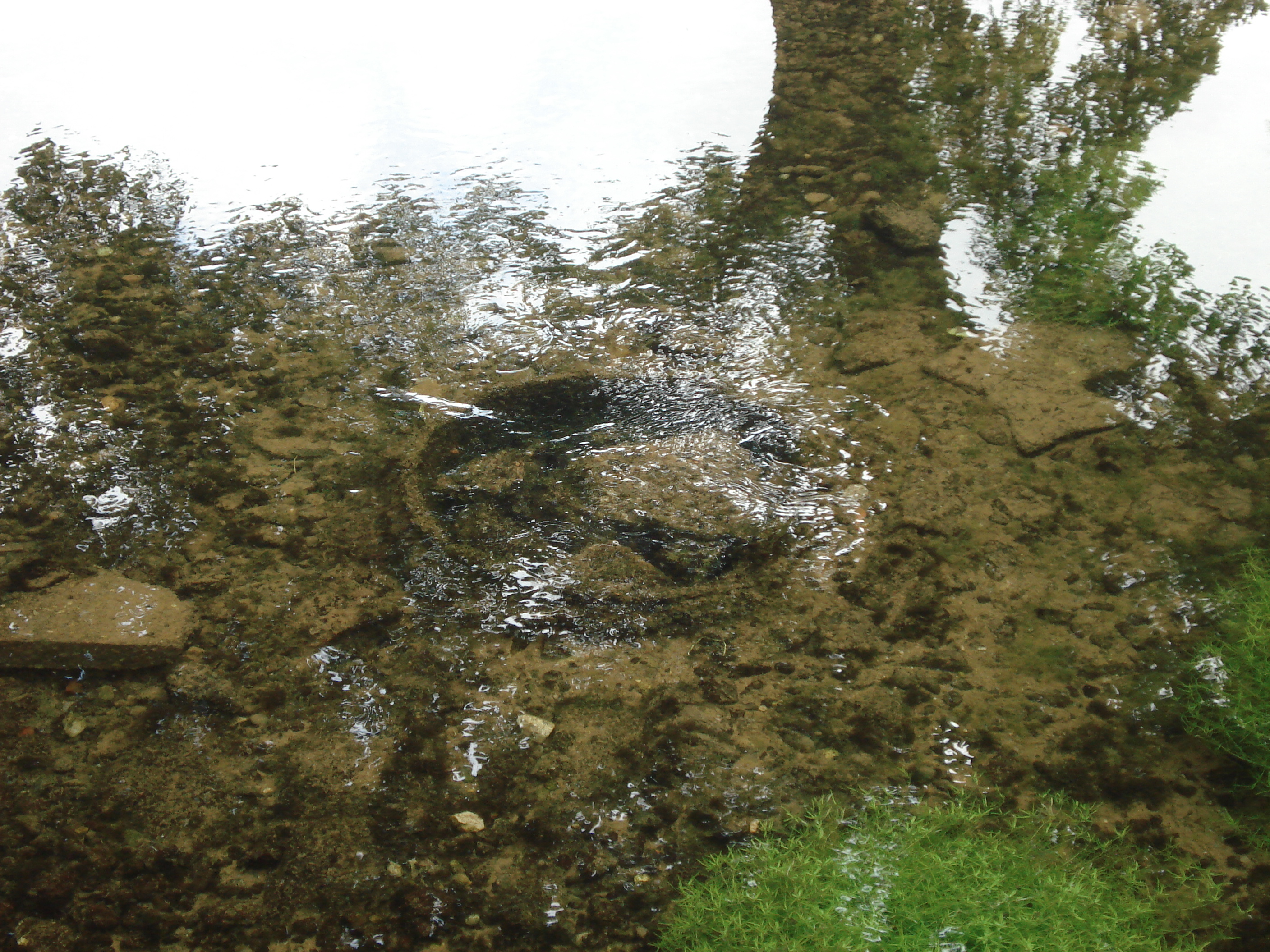
Austrittsstelle

Die Juniperusquelle befindet sich im Stadtteil Allmendshofen im Juniperusweg. Es handelt sich um ein ovales gemauertes Becken, auf dessen Grund die Austrittsstelle liegt. Die Quelle wurde nach der Hauptfigur in der Novelle Juniperus von Joseph Victor von Scheffel benannt. Von 1901 bis 1954 war die Quelle Teil der Allmendshofener und Donaueschinger zentralen Wasserversorgung. Vor 1550 lag sie in einem versumpften Ried mit dem Namen „fons Danubii“. Nach dessen Trockenlegung kamen zahlreiche starke Karstquellen zum Vorschein. Im 18. Jahrhundert bekam zeitweise nicht die Donaubachquelle vor dem Schloss Donaueschingen, sondern die Juniperusquelle die fragliche Bezeichnung Donauquelle. Die Schüttung schwankt zwischen 10 und 150 l/s. Der aus dem gemauerten Becken abfließende Brunnenbach speist ein dahinter gelegenes Kneippbad, das an der Bachseite angelegt ist. Der Brunnenbach durchfließt im Donaueschinger Schlosspark den Schwanenteich und mündet nach 1,4 km in die Brigach.